# Жеља (албум)
Жеља је други студијски албум српског поп певача Жељка Самарџића, издат 1990. године за Дискотон. Продуцент албума је Ранко Рихтман.

## Списак песама
Аутор(и) свих текстова: Ранко Бобан осим 1 Рудмир Агачевић и 8 Душко Трифуновић, аутор(и) свих песама: Ранко Бобан.
| №  | Назив                  | Трајање |  |
| 1. | Другима цвијетају руже |         |  |
| 2. | Седам година           |         |  |
| 3. | Ћири бири бела Марице  |         |  |
| 4. | Било је лијепо         |         |  |
| 5. | Подигни руке           |         |  |
| 6. | Пуче гром у срцу мом   |         |  |
| 7. | Вјеровала си           |         |  |
| 8. | Напријед наши          |         |  |